# Exocelina me
Exocelina me är en skalbaggsart som först beskrevs av Michael Balke 1998.  Exocelina me ingår i släktet Exocelina och familjen dykare. Inga underarter finns listade i Catalogue of Life.